# Dodge Polara (Argentinien)
Der von 1968 bis 1979 in Argentinien gebaute Dodge Polara ist das Basismodell einer von Chrysler Fevre Argentina hergestellten Familie von Fahrzeugen, die auf südamerikanischen Märkten in der Oberklasse positioniert waren. Zu ihr gehören außerdem die Modelle Dodge Valiant, Dodge Coronado, Dodge GT und Dodge GTX, die äußerlich weitestgehend mit dem Polara übereinstimmen, aber abweichend ausgestattet waren. Technisch ist der Polara ebenso wie seine Schwestermodelle mit dem nordamerikanischen Dodge Dart verwandt, hat aber eine eigenständige Karosserie. Ab 1971 gab es einen spanischen Ableger, den Barreiros in Madrid unter der Bezeichnung Dodge 3700 in Lizenz fertigte.

## Entstehungsgeschichte
Die argentinische Niederlassung des US-amerikanischen Chrysler-Konzerns produzierte zu Beginn der 1960er-Jahre zunächst Nachbauten des nordamerikanischen Plymouth Valiant der Modelljahre 1961/62, die als Chrysler Valiant I und Chrysler Valiant II in Argentinien sowie auf vielen südamerikanischen Märkten verkauft wurden. 1964 erschien der argentinische Valiant III, der 1966 vom Valiant IV ersetzt wurde. Die dritte und vierte Valiant-Generation entsprach jeweils technisch und stilistisch dem nordamerikanischen Dodge Dart der Modelljahre 1963 bis 1966. 1968 stellte das argentinische Werk die Produktion der Valiant-Reihe ein.
Im gleichen Jahr wurden die Valiants durch eine lokale Neukonstruktion ersetzt, die zwar technisch enge Anleihen an zeitgenössische nordamerikanische Chrysler-Modelle nahm, stilistisch aber ein Eigenentwurf war. Die neue Baureihe wurde 1968 mit den Modellen Valiant, Polara, Coronato, GT und GTX eingeführt. Die Unterschiede der einzelnen Varianten betrafen lediglich Ausstattungs- und Motorisierungsdetails. Der Polara und seine Ableger konkurrierten auf südamerikanischen Märkten vor allem mit den argentinischen Varianten des Ford Fairlane. Zu Beginn der 1970er-Jahre fielen zunächst der Valiant und der GT ersatzlos weg, 1978 dann auch der Coronado und der GTX. Der Polara blieb als einziges Modell der Baureihe bis Ende 1979 im Programm. Im März 1980 verkaufte Chrysler seine argentinische Niederlassung an den Volkswagen-Konzern, der die Produktion des Polara nicht wieder aufnahm.

## Modellbeschreibung

### Karosserie

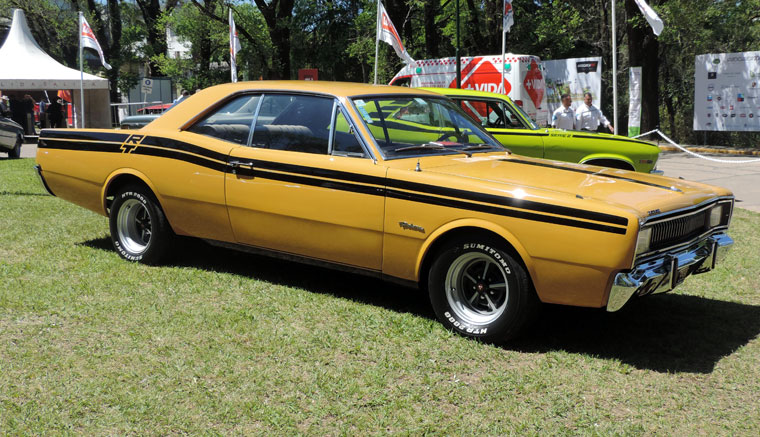
Dodge Polara R/T Coupé

Der argentinische Polara war als viertürige Stufenhecklimousine und als zweitüriges Coupé erhältlich. Die Karosserie ist – anders als bei den bis 1967 in Argentinien produzierten Dodge Valiants – nicht unmittelbar ein US-amerikanischer Entwurf. Sie ist eine eigene argentinische Kreation, die allerdings Designelemente verschiedener zeitgenössischer Modelle der nordamerikanischen Marke Dodge aufgreift.
Das Karosserieprofil der Limousine ist an das der nordamerikanischen Dodge-Coronet-Modelle der Baujahre 1968 bis 1970 angelehnt, allerdings gibt es keine Gleichteile mit dem größeren nordamerikanischen Auto. Die vergleichsweise schlicht gestaltete Frontmaske hat keine US-amerikanischen Vorbilder. Die Verkleidung der Kühlluftöffnung reicht über die gesamte Wagenbreite; in sie sind rechteckige Breitbandscheinwerfer eingelassen. Die Gestaltung der Heckpartie des Dodge mit den einwärts geneigten Rückleuchten ist an die 1965er Generation der der nordamerikanischen Full-Size-Modelle Dodge Polara angelehnt.
Das zweitürige Coupé greift die in den 1960er-Jahren weit verbreitete Coke-Bottle-Linie auf und hat einen deutlich ausgeprägten Hüftschwung über der Hinterachse. Außerdem ist die C-Säule des Coupés stärker geneigt als die der Limousine. Die Frontmaske und die Heckpartie des Coupés entsprechen den Ausführungen der Limousine.

### Fahrwerk
Das Auto basiert technisch auf der nordamerikanischen A-Plattform des Chrysler-Konzerns und verwendet Komponenten des dortigen Dodge Dart der vierten Generation, die in den USA zum Modelljahr 1967 eingeführt wurde. Der Dodge Polara hat eine selbsttragende Karosserie mit Hilfsrahmen. Die vorderen Räder sind einzeln aufgehängt, hinten ist eine Starrachse mit Blattfedern eingebaut. Vordere Scheibenbremsen  gehörten zur Serienausstattung des Polara.

### Motorisierung und Kraftübertragung

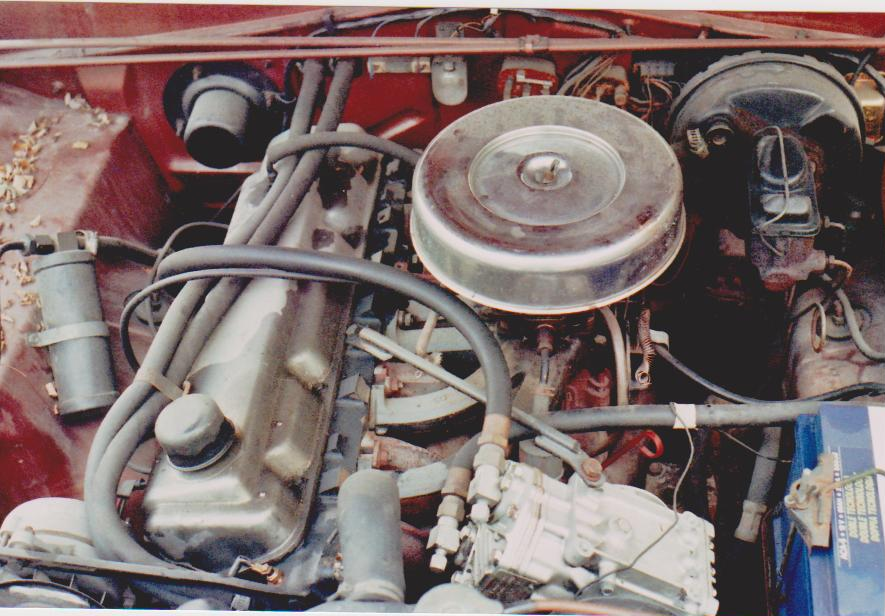
Chryslers Slant Six in einem baugleichen spanischen Dodge 3700

Als serienmäßiger Antrieb wurde der Slant Six genannte Reihensechszylinder-Ottomotor der G-Serie verwendet, den Chrysler 1959 in den USA eingeführt hatte. Er hat einen Hubraum von 3687 cm³ (225 cui). In der Polara Limousine leistet der Motor 108 kW (147 PS); im Polara Coupé war alternativ eine 130 kW (177 PS) starke Variante erhältlich. Die Kraftübertragung übernahm serienmäßig ein handgeschaltetes Dreiganggetriebe, wahlweise waren ein manuelles Vierganggetriebe sowie eine Automatik erhältlich.
Ab November 1975 konnte der Polara alternativ mit einem 3333 cm³ großen Reihenvierzylinder-Dieselmotor bestellt werden, der von Perkins zugeliefert wurde. Chrysler gab seine Leistung mit 52 kW (71 PS) an; die Höchstgeschwindigkeit lag bei 129 km/h. Der Polara Diesel war ausschließlich mit handgeschaltetem Vierganggetriebe erhältlich. Er war in erster Linie für den Einsatz als Taxi bestimmt.

## Südamerikanische Schwestermodelle des Polara
Chrysler fächerte die Polara-Familie im Laufe der Jahre weit auf. Es gab verschiedene Ausstattungsvarianten, die formal als eigenständige Modelle geführt wurden, auch wenn die Technik und das Design kaum Veränderungen erfahren hatten. Neben dem Polara gehörten zumindest zeitweise die weitestgehend baugleichen Modelle Valiant, Coronado, GT und GTX zum Programm.

### Dodge Valiant (1968 bis 1971)

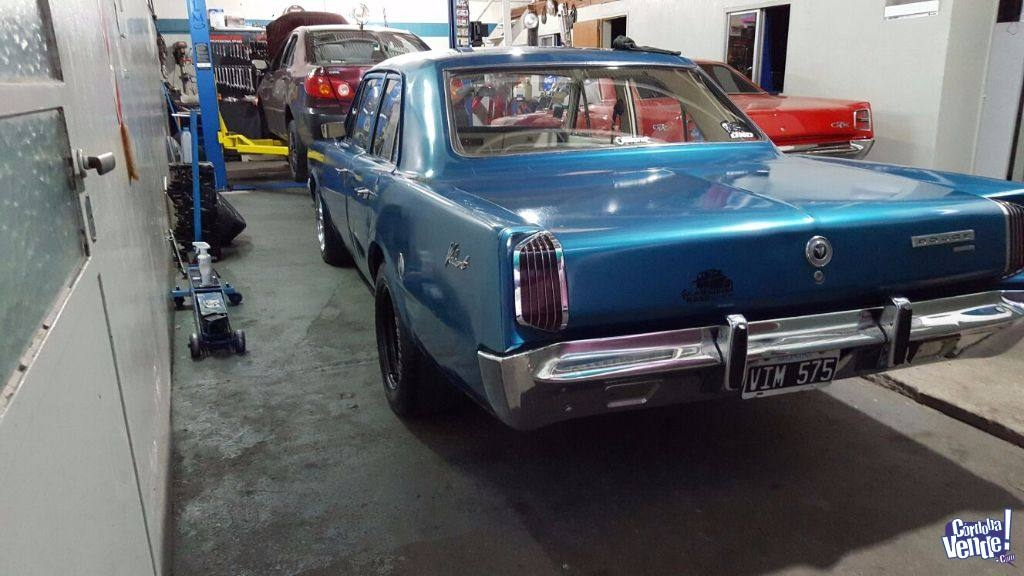
Dodge Valiant

Von 1968 bis 1971 hatte Chrysler den Dodge Valiant im Programm, der unterhalb des Polara angesiedelt war und in dieser Zeit das Einsteigermodell der Baureihe war. Der Valiant war die am einfachsten ausgestattete und preiswerteste Version der Modellfamilie. Er war ausschließlich als Viertürer und nur mit dem 3,7 Liter großen Slant-Six-Motor erhältlich, der in diesem Modell 102 kW (139 PS) leistet. Mit seiner Einstellung 1971 übernahm der Polara für acht Jahre die Rolle des Einsteigermodells in die große Chrysler-Baureihe.
Zur gleichen Zeit erschien in Argentinien der mehr als 50 cm kürzere Dodge 1500, eine Lizenzproduktion der britischen Kompaktlimousine Hillman Avenger, deren Verkaufspreis an den des bisherigen Dodge Valiant heranreichte.

### Dodge Coronado (1968 bis 1978)

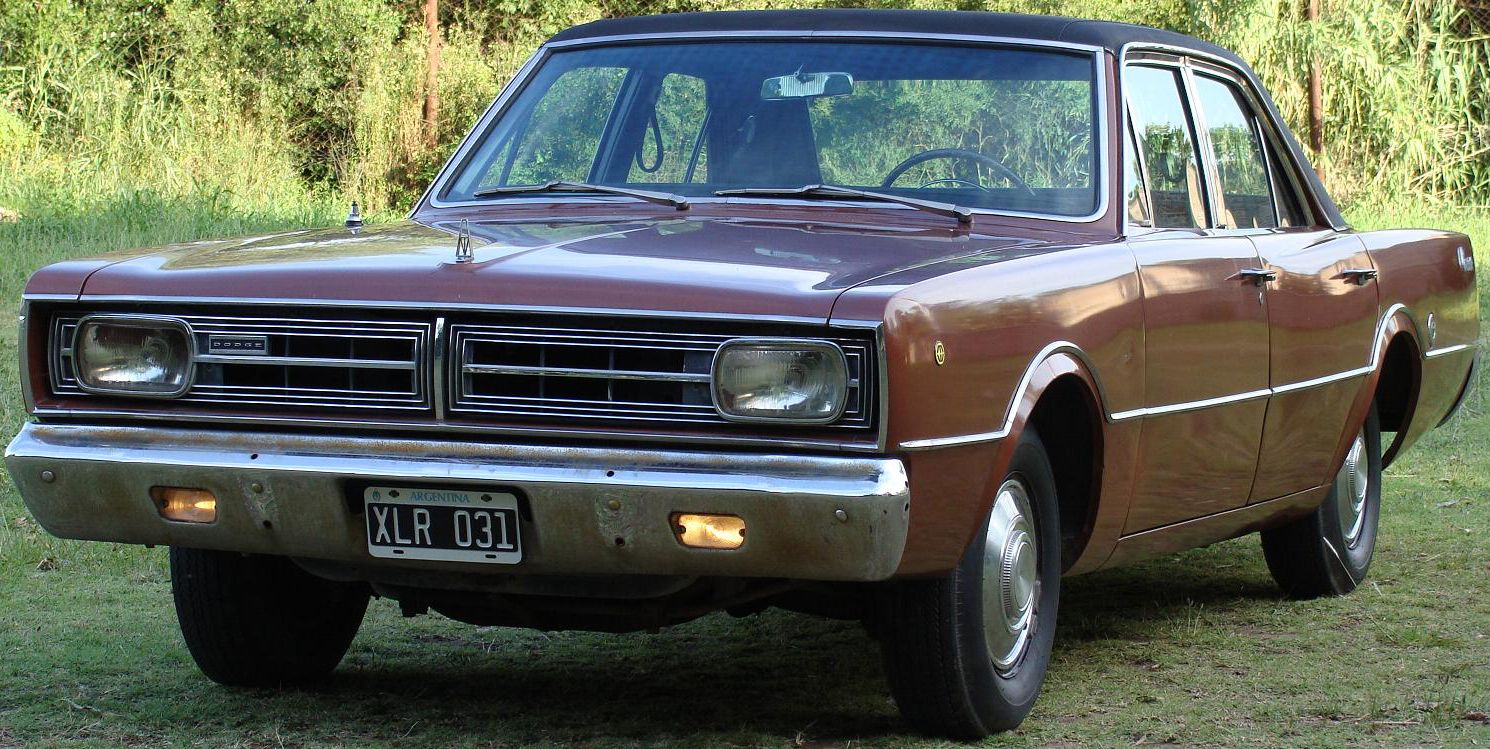
Dodge Coronado

Oberhalb des Polara war der Dodge Coronado positioniert; er war die Luxusversion des Polara. Seine Bezeichnung erinnert an den nordamerikanischen Dodge Coronet, ein Modell der oberen Mittelklasse, dessen zeitgenössische Ausführung geringfügig größer war als der argentinische Coronado. Das argentinische Auto war ausschließlich als viertürige Limousine erhältlich, die äußerlich weitestgehend mit dem Polara übereinstimmt; anders als beim Polara gab es keine Coupé-Version. Die einzige verfügbare Antriebsquelle war der 3,7 Liter große Reihensechszylindermotor, der wie im Polara 108 kW (147 PS) leistet. Als Kraftübertragung wurde bis 1971 serienmäßig ein handgeschaltetes Dreiganggetriebe geliefert. Danach war eine Dreigangautomatik (TorqueFlite A-904) das Standardgetriebe, während ein Vierganggetriebe mit Handschaltung auf Wunsch erhältlich war. Zu den technischen Änderungen gegenüber dem Polara gehörten servounterstützte Scheibenbremsen an allen vier Rädern. Im Gegensatz zum Polara war das Dach des Coronado mit schwarz gefärbtem Vinyl bezogen. Im Innenraum gab es Lederbezüge für die Sitze und die Seitenteile der Türen.

### Dodge GT (1968 bis 1970)

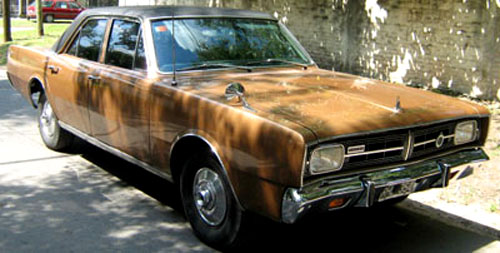
Dodge GT

Als weitere Variante des Polara brachte Chrysler 1968 den Dodge GT (auch: Dodge Gran Turismo) auf den Markt. Er war ausschließlich als viertürige Limousine erhältlich. Äußerlich entsprach der GT dem Coronado, hatte also unter anderem wie dieser ein Vinyldach. Der GT nahm die Rolle einer sportlichen Limousine ein. Auch ihn gab es nur mit dem Slant-Six-Ottomotor, der aber höher verdichtet war und 116 KW (157 PS) leistete. Im Gegensatz zum Polara und zum Coronado war der GT serienmäßig mit einem handgeschalteten Vierganggetriebe ausgestattet. Der Dodge GT war nur drei Jahre lang im Programm; mit Ablauf des Modelljahrs 1970 stellte Chrysler die Produktion der sportlichen Limousine ein. An seine Stelle trat zum Modelljahr der zweitürige Dodge GTX, eine sportlich aufgemachte Variante des zweitürigen Polara Coupés.

### Dodge GTX (1970 bis 1978)

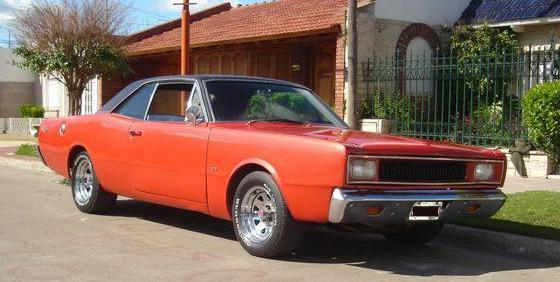
Dodge GTX

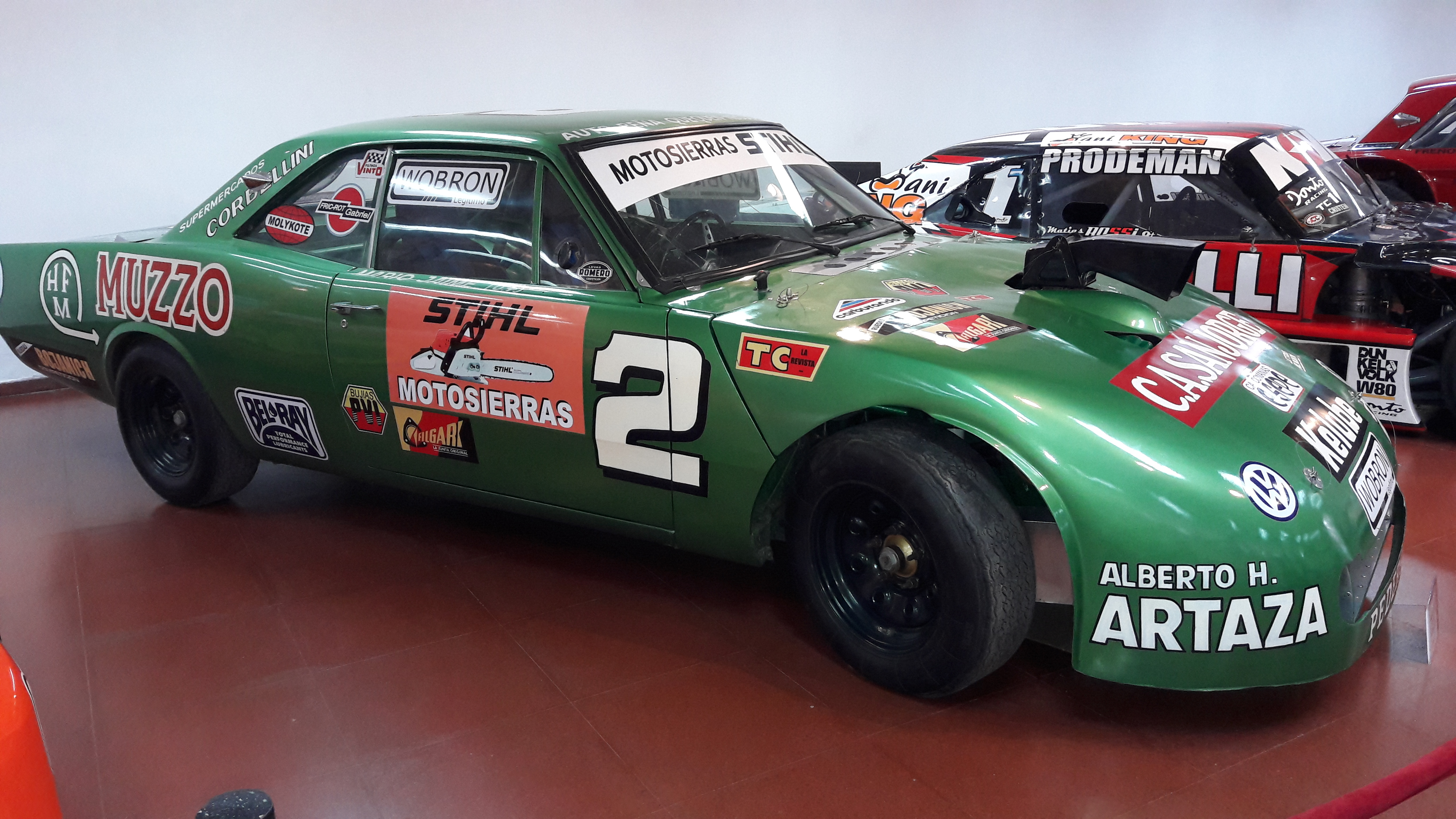
Dodge GTX Stock Car

Zum Modelljahr 1970 löste das zweitürige Coupé GTX das viertürige Modell GT ab. Optisch entsprach der GTX im Kern dem zweitürigen Dodge Polara Coupé, war aber regelmäßig mit einem Vinyldach ausgestattet. Im Laufe der Produktionszeit gab es unterschiedliche Motorisierungen:
In den Modelljahren 1970 und 1971 hatte der GTX die gleiche Motorisierung wie der bisherige GT: Er wurde von der 116 kW (157 PS) starken Variante des Slant-Six-Reihensechszylindermotors angetrieben.
Zum Modelljahr 1972 machte Chrysler aus dem GTX ein „argentinisches Muscle Car“: Anstelle des Sechszylindermotors erhielt der GTX nun als einzige Variante der gesamten Baureihe einen Achtzylinder-V-Motor aus nordamerikanischer Produktion. Zum Einsatz kam eine 5210 cm³ (318 cui) große Version des Small-Block-Motors (LA-Serie), die bis 1973 in aus den USA, danach aus Kanada zugeliefert wurden. Der Motor war im GTX in zwei Leistungsstufen erhältlich: Die schwächere Ausführung mit einem Verdichtungsverhältnis von 8,5 : 1 erreichte 157 kW (212 PS), eine höher verdichtete Version (Verdichtung 8,8 : 1) kam auf 171 kw (233 PS). Durch den größeren und schwereren Motor stieg das Gesamtgewicht des GTX um mehr als 100 kg auf 1590 kg.
Der GTX blieb bis 1978 im Programm. Das Auto war in Südamerika bis in die 1990er-Jahre im Motorsport erfolgreich, hier insbesondere bei Stock-Car-Rennen, für die es vielfach mit einer modifizierten, nach vor abfallenden Frontpartie ausgestattet war.

## Dodge 3700

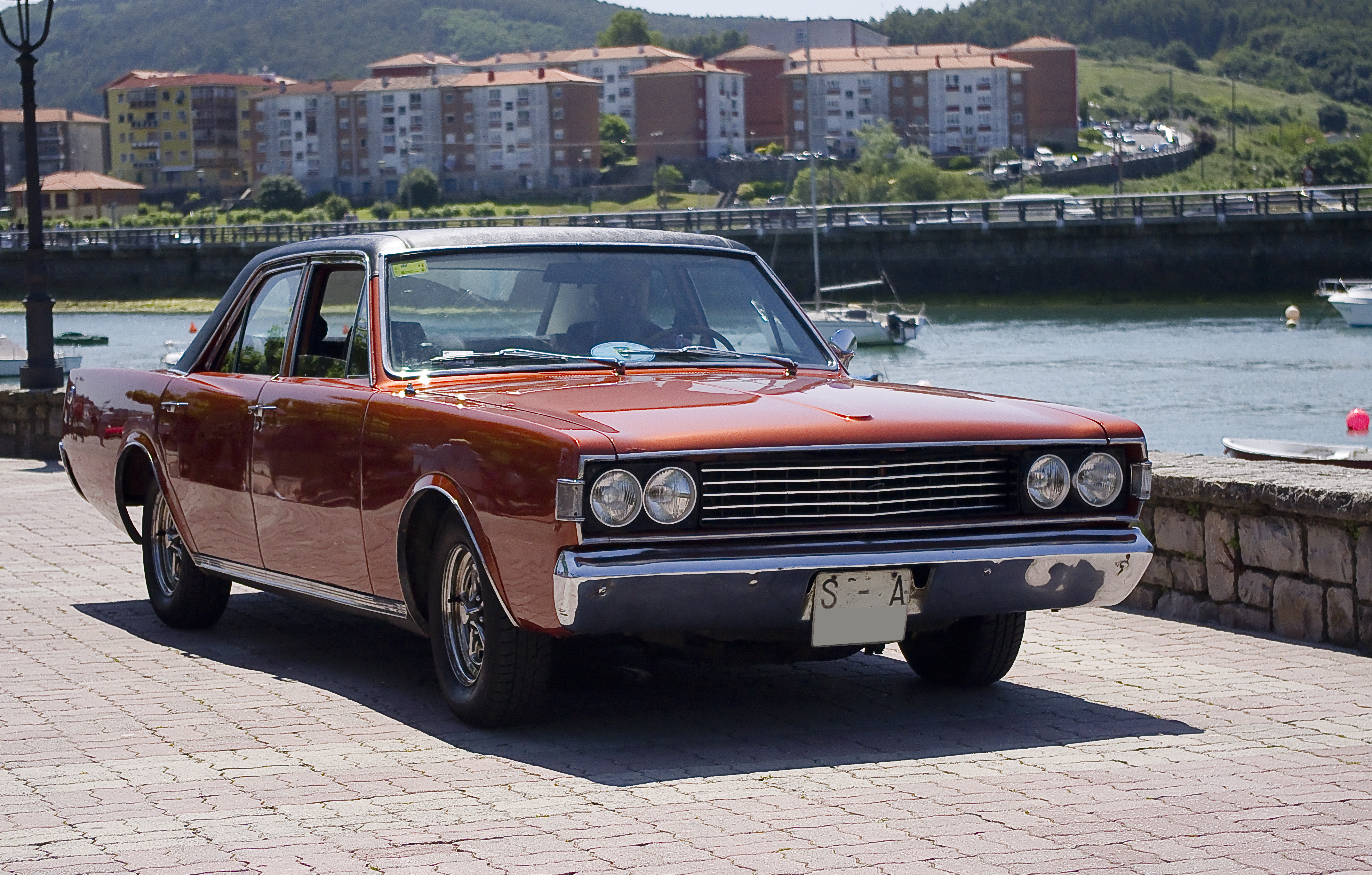
Spanischer Dodge 3700

Die spanische ChryslerNiederlassung, die aus dem 1954 gegründeten Unternehmen Barreiros Diesel S.A. hervorgegangen war, baute neben französischen Simca-Modellen ab 1965 auch den US-amerikanischen Dodge Dart in Lizenz für den nationalen Markt. 1971 löste Chrysler España den inzwischen veralteten Dart-Nachbau durch ein neues Modell ab, das als Dodge 3700 vermarktet wurde und in einer Basisversion sowie als 3700 GT erhältlich war. Der nur als viertürige Limousine angebotene Dodge 3700 war bis auf kleine stilistische Änderungen an der Frontpartie identisch mit dem argentinischen Dodge Coronado. Der 3700 wurde wie das argentinische Basismodell von Chryslers Slant-Six-Motor abgetrieben, dessen Leistung Barreiros mit 165 PS (121 kW) angab. Alternativ kam – vor allem für den Einsatz im Taxibetrieb – ein von Barreiros selbst konstruierter Dieselmotor (Baureihe Barreiros C-65) mit einem Hubraum von 2021 cm³ und einer Leistung von 65 PS zum Einsatz. Bis 1972 komplettierte Barreiros den Dodge 3700 aus Bausätzen, die in Argentinien hergestellt worden waren (CKD-Bauweise); ab 1973 baute Barreiros die Autos vollständig selbst. Insgesamt entstanden etwa 10.000 Fahrzeuge, die vielfach als Dienstwagen hochrangiger Politiker des Franco-Regimes genutzt wurden. 1971 entwickelte der spanische Designer Pedro Serra Vidal auf der Basis des 3700 GT ein zweitüriges Coupé mit eigenständiger Kunststoff-Karosserie, das als Dodge 3700 GT Boulevard bezeichnet und etwa 20 mal gebaut wurde.